# かいかい
かいかい（一ノ瀬海、1985年4月21日 - ）は日本のプロマジシャン及び実業家である。クロースアップマジックとステージマジックの両方で活動しており、Magic Concept Bar「魔法使いの指輪」の支配人兼オーナー。血液型はA型。

## 経歴
宮城県仙台市生まれ。東北大学文学部を卒業。
幼少の頃からヴァイオリン教育を受け、音楽的な表現に慣れ親しんで育つも、親に買ってもらったマジック道具をきっかけにマジックに興味を持ち、東北大学の学友会奇術部で本格的なマジックと出会う。
大学卒業後に上京し、プロマジシャンに弟子入りする。
師匠との関係が悪化し、一時はマジシャン活動から離れるも、2015年に活動を再開。
プロ復帰後は、町田のマジックバーでNo.1を獲得や、銀座のマジックレストランでレギュラー出演など活躍し、2025年にはMagic Concept Bar「魔法使いの指輪」を自ら立ち上げた。

## 出演・実績
- 2016年 - サタデーナイトマジックコンテスト優勝
- 2017年 - Mr.マリック「マリックチャンネル」出演
- 2018年 - Mr.マリック&マギー司郎が厳選 次世代マジシャン神業列伝
- 2023年 - アイオケLIVE TOUR【7つの大罪】〜ROAD TO 日比谷野外音楽堂〜 マジック監修
- 2025年 - ゆゆ・THE・エクスカリバー生誕祭2025『ゆゆエクによるハッピーでバースデーなフェスティバル！〜マジック監修